# Typical Male
Typical Male (dt. „Typischer Mann“) ist ein Lied von Tina Turner aus dem Jahr 1986, das von Terry Britten und Graham Lyle geschrieben wurde. Es erschien auf dem Album Break Every Rule. 

## Geschichte
Typical Male wurde im Jahr 1986 vorab als erste Single von Break Every Rule veröffentlicht. Wie seine Vorgänger wurde das Lied auch kommerziell erfolgreich und erreichte unter anderem Platz zwei in den Vereinigten Staaten, Platz sechs in Österreich, Platz drei in Deutschland und Platz zwei in der Schweiz. Im Vereinigten Königreich war das Lied weniger erfolgreich und erreichte Platz 33. Auf der B-Seite zur Single ist das Lied Don’t Turn Around enthalten, das 1988 von Bonnie Tyler aufgenommen und später von Aswad und Ace of Base gecovert wurde.
Phil Collins spielt bei diesem Lied Schlagzeug.

## Musikvideo
Im Musikvideo trägt Tina Turner ein rotes Minikleid und flirtet mit einem Rechtsanwalt. Sie spielt mit ihm verschiedene Spiele, wie Schach oder Scrabble und versucht dabei seine Aufmerksamkeit zu bekommen. Während des Videos sieht man, wie Turner die Beine einer Statue umarmt. In einer Szene des Musikvideos sitzen Turner und der Rechtsanwalt zusammen auf einen gigantischen Telefonhörer. Turner springt dabei auf und ab und der Rechtsanwalt auf der anderen Seite fliegt anschließend in die Luft. Am Ende des Musikvideos gehen Turner und der Rechtsanwalt Hände haltend spazieren.
Bei einem Liveauftritt in der deutschen Unterhaltungssendung Wetten, dass..? im Erscheinungsjahr posierten Bodybuilder mit Tina Turner auf der Bühne.

## Chartplatzierungen
| ChartsChartplatzierungen       | Höchstplatzierung | Wochen/ Monate |
| ------------------------------ | ----------------- | -------------- |
| Deutschland (GfK)              | 3 (17 Wo.)        | 17 Wo.         |
| Österreich (Ö3)                | 6 (3,5 Mt.)       | 3,5 Mt.        |
| Schweiz (IFPI)                 | 2 (14 Wo.)        | 14 Wo.         |
| Vereinigte Staaten (Billboard) | 2 (16 Wo.)        | 16 Wo.         |
| Vereinigtes Königreich (OCC)   | 33 (6 Wo.)        | 6 Wo.          |

| ChartsJahrescharts (1986)      | Platzierung |
| ------------------------------ | ----------- |
| Deutschland (GfK)              | 37          |
| Schweiz (IFPI)                 | 18          |
| Vereinigte Staaten (Billboard) | 71          |